# Wrights Stechapfel
Wrights Stechapfel (Datura wrightii), auch als Kalifornischer Stechapfel bekannt, ist eine einjährige Pflanze aus der Familie der Nachtschattengewächse (Solanaceae). Der Habitus ist kaum von Datura innoxia oder auch Datura discolor zu unterscheiden, möglicherweise stellt Datura wrightii eine Varietät jener dar.

## Beschreibung
Die seidig behaarte krautige Pflanze erreicht Wuchshöhen von 30 cm bis 1,5 m. Der Wuchs ist eher kriechend-flächig mit verzweigenden, kahlen Stängeln. Die wechselständig angeordneten, grau-grünen Blätter sind an der Basis breit und abgerundet, buchtig gezähnt und oft mit gewellten Rändern spitz zulaufend. Der Blütenstand besteht aus aufrecht-trichterförmigen, fünfzipfeligen Blüten, welche Farben von reinweiß bis zartrosa annehmen. Die Blütezeit erstreckt sich von April bis Oktober. Aus den Blüten entstehen Kapselfrüchte. Diese sind mit dünnen Stacheln besetzt und bis zu etwa 4 cm lang und 3 bis 4 cm breit. Sie öffnen sich bei Vollreife und geben die braunrot- bis schwarzen Samen frei.
Die Chromosomenzahl beträgt 2n = 24.

## Vorkommen
Wrights Stechapfel ist im Westen der USA, im südlichen Kalifornien beheimatet. Die Pflanze kommt auch im nördlichen Mexiko und daran angrenzenden US-Staaten als auch in Utah vor. Sie ist auf Schutt, Brachland und an Wegesrändern, generell stickstoffreichen Böden, anzutreffen.
In Europa werden einige Stechapfelarten (vgl. Datura stramonium), darunter Datura wrightii, als Zierpflanzen kultiviert.

## Inhaltsstoffe
Alle Teile der Pflanze enthalten toxische und psychoaktive Tropan-Alkaloide. Dazu zählen in den oberirdischen Teilen primär Scopolamin und Hyoscyamin. Die Blüten enthalten zusätzlich viel Tyramin, die Stängel Meteloidin. Im Wurzelmaterial wurde nennenswert Scopolamin, Hyoscyamin, Atropin, Meteloidin, Tigloidin, Tropin und Pseudotropin festgestellt.

## Nutzung
Es wird von medizinischer und ritueller Verwendung berichtet. Datura wrightii hat wie alle verwandten Arten aus der Gattung Datura allgemein desinfizierende und antiseptische Effekte. Auch ist die Droge als Expektorans sowie als Spasmolytikum bei Erkrankungen der Atemwege indiziert. Sie wirkt parasympathikolytisch. Die Chumasch-Indianer Südkaliforniens nutzten Aufgüsse und Abkochungen der Wurzel demnach innerlich als Narkotikum bei Knochenbrüchen und Verletzungen. Der Rauch getrockneter Blätter wurde zu diesem Zweck inhaliert.
Andere Stämme bereiteten Bäder bei Rheuma und Arthritis sowie äußerliche Einreibungen zur Heilung von Knochenbrüchen und Schwellungen.
Rituell bedeutsam war die Datura-Art, die im mexikanischen Spanisch Toloache genannt wird, auch für Initiationsriten verschiedener indianischer Stämme.
Zubereitungen (Tränke) wurden etwa zur Induktion „prophetischer Träume“ und Visionen eingenommen. Die Einnahme markierte auch den Übergang der Jugend zum Erwachsenenleben, die Erfahrung wurde für das zukünftige Leben häufig von befähigten Stammesangehörigen gedeutet. Einige indianische Gesellschaften und Kulte bereiteten aus den Samen oder ganzen Früchten zudem ein berauschendes, bierartiges Getränk zu.